# Психологическая травма

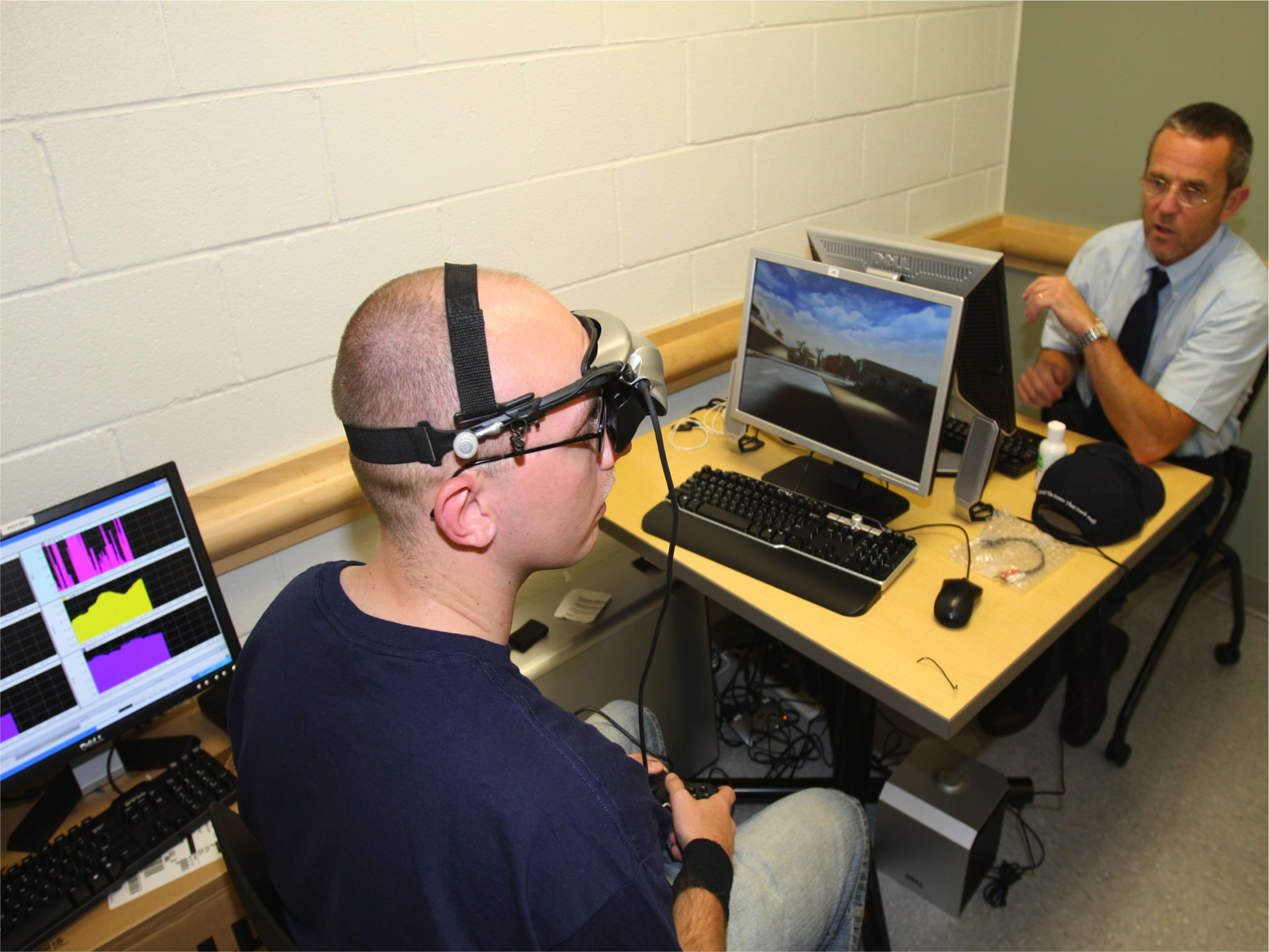
Тренировочная программа биологической обратной связи при симптомах посттравматического стресса

Психологи́ческая тра́вма, психи́ческая тра́вма, психогени́я — это вред, нанесённый психическому здоровью человека в результате воздействия неблагоприятных факторов окружающей среды. В ряде случаев это — острые, тяжёлые пережитые моменты жизни, нарушившие ощущение безопасности или сопровождающиеся длительным стрессом воздействия на психику человека. Психологическая травма часто бывает связана с физической травмой, угрожающей жизни, что сопровождается эмоциональными потрясениями. 

## Основные сведения
Наибольшее распространение понятие «психологическая травма» получило в рамках теории посттравматического расстройства и возникшей в конце 1980-х годов кризисной психологии. Психологическая травма — переживание особого взаимодействия человека и окружающего мира, сильное потрясение.
В позитивистских теориях (нормативная психология, нормативный психоанализ и нормативный менеджмент) на основе тождества законов мышления и деятельности в типичности организации интеллекта выделяются виды психологических травм. По интимно-личностным последствиям психологические травмы делятся на биологические и личностно-разрушительные, приводящие к психосоматическим заболеваниям, неврозам, реактивным состояниям. Наиболее яркими примерами психологических травм являются унижение и угроза жизни и здоровью.
Психологические травмы на фоне тяжёлого стресса кодируются по МКБ 10 — F43 (острая реакция на стресс). При развитии неврастении им присваивают код F48.0.
Разрушительная сила психической травмы зависит от индивидуальной значимости травмирующего события для человека, психического состояния человека и уязвимости перед теми или иными факторами. 
Причиной психологической травмы может стать даже единожды перенесённое физическое (в том числе сексуальное) насилие. Травма зачастую имеет отсроченные, но весьма серьёзные последствия для жертвы. Многие жертвы страдают от посттравматического стрессового расстройства, для некоторых это заканчивается пособием по нетрудоспособности. Одним из последствий травмы является неспособность жертвы доверять другим людям и обществу в целом. Последствия травмы могут усугубиться, если, пережив насилие, жертва сталкивается с недоверием окружающих, которые встают на сторону агрессора (виктимблейминг).
Психологические травмы нарушают здоровую психику и могут приводить к психическим расстройствам. На пограничном уровне могут появляться как временные ощущения дискомфорта, так и устойчивые состояния с наличием изменённых образований, которые ослабляют иммунитет, работоспособность и адаптивные способности мышления.
Массированные (катастрофические), внезапные и острые травмы могут приводить к клиническим состояниям, при которых появившиеся изменённые состояния (посттравматический эффект с обоснованием) могут приносить вред здоровью, вызывать уход от соблюдения норм социальной жизни человека (социальный престиж, возможность самоутверждения, уважения окружающих людей и т. п.).